# Pseudacris clarkii
Pseudacris clarkii es una especie de anfibio anuro distribuido por los Estados Unidos y México, (desde Kansas, Oklahoma y noreste de Nuevo México hasta el Golfo de México, Texas y Tamaulipas ). 